# Géraldine Zinat
Pour les articles homonymes, voir Geraldine et Zinat.
Géraldine Zinat, née le 25 novembre 1973 à Nice en France, est une actrice et chanteuse franco-mexicaine.

## Filmographie

### Actrice
- 1998 : Lost in the Bermuda Triangle (téléfilm) : Jenny Sykes
- 1998 : Al Borde : Desirée
- 1999 : Perriférico (court métrage) : Francesa
- 2000 : Mexico City : l'employée de l'hôtel
- 2002 : Vampires: Los Muertos : la serveuse
- 2005 : Decisiones (série télévisée)
- 2006 : Nuestras mejores canciones (série télévisée)
- 2008 : Secret Lies (série télévisée) : Concha
- 2010 : Las Aparicio (série télévisée) : Amelia Martínez
- 2008-2010 : Capadocia (série télévisée) : Claudia (5 épisodes)
- 2011 : From Prada to Nada : la réceptionniste
- 2011 : Bienvenida Realidad (série télévisée) : Susana Marín
- 2011 : La Reina del sur (série télévisée) : l'agent de la DEA (3 épisodes)
- 2012 : Las paredes hablan : Esperanza
- 2013 : La patrona (série télévisée) : Francisca Mogollón (107 épisodes)
- 2013 : Deseo : Francesa
- 2013 : Las Trampas del Deseo (série télévisée) : Gema
- 2014 : Dos Lunas (série télévisée) : la directrice du centre de détention
- 2014 : Noches con Platanito (série télévisée)
- 2014-2015 : Los miserables (série télévisée) : Sor Milagros Barragán (77 épisodes)
- 2016 : The Lord of the Skies (série télévisée) : Amalia Ramírez (10 épisodes)
- 2016 : Hasta Que Te Conocí (série télévisée) : Consuelito Velázquez
- 2015-2016 : Club of Crows (série télévisée) : Gína (6 épisodes)
- 2017 : Su nombre era Dolores, la Jenn que yo conocí (série télévisée) : Mamá Ferny (2 épisodes)
- 2016-2017 : La Doña (Lady Altagracia) (série télévisée) : Sra. Sandoval (21 épisodes)
- 2018 : José José, el príncipe de la canción (série télévisée) (2 épisodes)
- 2018 : Desaparecida (série télévisée)
- 2019 : Donde Corre el Agua

### Compositrice
- 2013 : Deseo